# 塔拉普萨县
塔拉普薩县（英語：Tallapoosa County）是美國阿拉巴馬州東部的一個縣。面積1,985平方公里。根據美國2000年人口普查，共有人口41,475人。縣治戴德維爾（Dadeville）。
成立於1832年12月18日。縣名來自塔拉普薩河，在喬克托語是「碎石河」的意思。